# Frankie Goes to Hollywood
 (décembre 2022).
Si vous disposez d'ouvrages ou d'articles de référence ou si vous connaissez des sites web de qualité traitant du thème abordé ici, merci de compléter l'article en donnant les références utiles à sa vérifiabilité et en les liant à la section « Notes et références ».
Frankie Goes to Hollywood, également connu sous son sigle FGTH, est un groupe britannique de new wave, principalement connu pour ses singles Relax, Two Tribes et The Power of Love.

## Historique
C'est le titre d'un article sur Frank Sinatra dans le magazine New Yorker qui inspire le nom de ce groupe, originaire de Liverpool, formé à l'été 1980. Le sujet de l'article en question exposait une reproduction d'un tableau de l'artiste Guy Peellaert intitulé Frankie Goes Hollywood.
Après plusieurs changements au sein du groupe, la formation définitive ne se fait qu'en 1982 avec Holly Johnson (chant, auparavant membre de Big in Japan), Paul Rutherford (chœur, clavier), Mark O'Toole (basse), Brian Nash (dit Nasher, guitare) et Peter Gill (percussion).
La rencontre la plus importante pour le groupe est sans nul doute celle de Trevor Horn à Londres en mai 1983. En effet, après avoir essuyé les refus de plusieurs maisons de disques jugeant le groupe trop subversif, FGTH se produisit à la BBC dans l'émission de John Peel en novembre 1982, puis en février 1983 ; Trevor Horn (ancien Buggles), directeur de la maison de disques ZTT Records qui produit également Art of Noise ou encore Propaganda, était à l'écoute[source secondaire souhaitée] et devient leur producteur.

### Premier album
Trois titres issus de l'album Welcome to the Pleasuredome figurent au sommet des ventes internationales de nombreuses semaines.

#### Relax
Le 24 octobre 1983, le premier single du groupe sort sous le titre Relax. La chanson, avec ses paroles suggestives, associée à une campagne promotionnelle dans la presse et un clip (réalisé par Bernard Rose) à l'imagerie ouvertement gay mêlée de sadomasochisme (le clip est tourné dans un club cuir), fait scandale au Royaume-Uni. Chanson et vidéo finissent par être censurées par la BBC, ce qui, paradoxalement, ne fait qu'accroître le succès du disque. Un second clip est réalisé plus tard, par Godley & Creme. Plus sobre, il montre le groupe interpréter la chanson au milieu d'un spectacle avec des rayons laser.
Relax est utilisé dans un medley avec le morceau P:Machinery du groupe Propaganda, sous le nom du projet P4F (Propaganda For Frankie)[source secondaire souhaitée].
Le morceau apparait également dans le film Body Double de Brian De Palma dans une séquence filmée à la manière d'un clip vidéo qui devait être exploitée comme véritable clip promotionnel sur les chaînes de télévision[source secondaire souhaitée]. Finalement le groupe n'a pas aimé ce clip et en a fait réaliser un autre[source secondaire souhaitée]. La chanson est aussi présente dans le film britannique T2 Trainspotting (2017)[source secondaire souhaitée].
Le clip rencontre en 1984 un véritable succès, grâce notamment à la censure de la BBC qui jugeait les propos, la pochette et la vidéo scandaleux. Ni la pochette de l'album, ni le vidéoclip de Relax n'apparaissaient lors de la fameuse émission anglaise Top of the Pops : le groupe devait interpréter la chanson en playback devant le public durant les semaines où le titre fut no 1. Il en fut de même pour le single Two Tribes quelques semaines plus tard. Mais, cette censure offrit un excellent coup de publicité pour le groupe et le titre resta six semaines numéro un des ventes au Royaume-Uni.
Le groupe devient rapidement le nouveau symbole de la vague pop britannique.

#### Two Tribes
Le second single Two Tribes sort la même année et reste neuf semaines en tête des ventes au Royaume-Uni. Le vidéoclip, qui met en scène un combat entre les sosies des présidents Reagan et Tchernenko, est également censuré par la BBC mais connaît un succès foudroyant partout dans le monde. Concernant la chanson Two Tribes elle-même, mais aussi ses pochettes de disques et son videoclip, la censure de la BBC était due au contexte politique tendu entre les États-Unis et l'U.R.S.S. en 1984 et au déploiement massif de missiles américains Pershing sur le territoire du Royaume-Uni pour contrer les SS20 déployés par l'U.R.S.S. dans les pays du bloc de l'Est.
Plusieurs pochettes de leurs albums ou singles arborent une imagerie soviétique tels que Two Tribes ou Rage Hard.

#### The Power of Love
Le single The Power of Love sort le 19 novembre 1984. Le 8 décembre, il devient le troisième single d'affilée du groupe à atteindre la première place du palmarès musical britannique, performance réalisée jusque-là uniquement par Gerry and the Pacemakers. Holly Johnson considère que cette chanson d'amour, souvent prise pour une célébration de Noël et de la religion en raison du clip (des images de la naissance de Jésus, utilisées parce que le groupe était en tournée aux États-Unis) et de l'image de la pochette (un fragment de L'Assomption de la Vierge de Titien), est la chanson la plus importante qu'il a écrite.

### Second album et séparation
En 1986, le deuxième album sort sous le titre Liverpool (avec comme premier single Rage hard qui connaît un certain succès), mais la campagne médiatique très onéreuse n'est pas vraiment efficace et les ventes ne décollent pas. Cet album est l'un des premiers enregistrés entièrement en numérique DDD pour sa version disque compact[source secondaire souhaitée]. Ce « flop » relatif entraîne le groupe vers une fin annoncée.
Une dernière[source secondaire souhaitée] tournée a lieu en 1987. Quelques mois plus tard, le FGTH se sépare, chacun des membres se tournant alors vers une carrière solo avec plus ou moins de succès.
En 1991, Holly Johnson apprend qu'il est séropositif et se retire définitivement du monde musical.
Plusieurs compilations voient le jour, comme Bang! en 1994 ou encore Maximum Joy en 2000[source secondaire souhaitée].
En 2005, le temps d'une tournée intitulée Frankie says Relax - Do it again, le groupe se reforme malgré quelques changements au niveau de l'équipe : Holly Johnson est remplacé par Ryan Molloy et Brian Nash par Jed O'Toole qui n'est autre que le frère de Mark.
En 2010, l'album Welcome to the Pleasuredome ressort en double compact disc : il inclut les chansons présentes sur la version vinyle de 1984 et celles de la première sortie en CD de 1985.
En février 2011, l'album Liverpool connaît une sortie analogue mais avec quelques faces B, inédits et bandes démos en plus[source secondaire souhaitée].

## Discographie

### Compilations
- Bang! (import japonais) (1985)
- Bang!… The Greatest Hits of Frankie Goes to Hollywood (1994)
- Reload (1994)
- Maximum Joy (2000)
- The Club Mixes 2000 (2000)
- Twelve Inches (2001)
- Rage Hard - The Sonic Collection (SACD hybride) (2003)
- Frankie Say Greatest (2009)
- Sexmix: Archive Tapes and Studio Adventures - Volume One (2012)
- Inside the Pleasuredome : luxueux boxset en édition limitée, regroupant l'intégralité des archives sonores de Welcome to the Pleasuredome, célébrant le trentième anniversaire de la sortie du disque (vinyles, cassette audio, DVD, illustrations, etc.) (29/10/2014)

### Singles
- Relax (1983)
- Two Tribes (1984)
- The Power of Love (1984)
- Welcome to the Pleasuredome (1985)
- Rage Hard (1986)
- Warriors of the Wasteland (1986)
- Watching the Wildlife (1987)

## Vidéographie
- Frankie Goes to Hollywood - Hard On! (2001) avec toutes leurs vidéos et des interviews exclusifs.